# Alfa: Antiterror
Alfa: Antiterror (tiếng Nga: Альфа: Антитеррор) là một trò chơi máy tính thuộc thể loại chiến lược thời gian thực do nhà phát triển của Nga là MiST Land South tạo ra và hãng Game Factory Interactive phát hành ở Nga vào ngày 20 tháng 1 năm 2005. Trong cùng năm đó, công ty Bắc Mỹ Strategy First cũng cho phát hành game này. Cốt truyện của trò chơi nói về lực lượng đặc nhiệm của Nga gọi là Alpha Group. Người chơi sẽ dẫn dắt các hành động của một toán biệt đội Alpha Group chống lại chủ nghĩa khủng bố đang hoành hành khắp mọi nơi tại Nga. Nhiều nhiệm vụ trong game đều dựa trên các sự kiện có thực trong lịch sử Liên bang Nga.